# Erysiphe symphoricarpi
Erysiphe symphoricarpi är en svampart som först beskrevs av Howe, och fick sitt nu gällande namn av U. Braun & S. Takam. 2000. Erysiphe symphoricarpi ingår i släktet Erysiphe och familjen Erysiphaceae.   Inga underarter finns listade i Catalogue of Life.